# Северная Атлантика
Се́верная Атла́нтика — устойчивое название для северной части Атлантического океана.
Располагается между континентами Северная Америка и Евразия примерно до параллели 20' северной широты. На севере ограничена по меридиану восточных островов архипелага Шпицберген. Ширина Северной Атлантики колеблется от 3500 до 6400 км. К бассейну Северной Атлантики относят Средиземное море и условно Чёрное, Азовское и Каспийское моря.
В тектоническом отношении Северная Атлантика представлена подводной окраиной материков, океанским ложем и срединно-океаническим хребтом. Нефтегазоносность связана с первой геотектурой океанского дна.
Воды Северной Атлантики являются основным поставщиком тепла в Северный Ледовитый океан через тёплое Северо-Атлантическое течение.
Северная Атлантика — один из самых активных для судоходства и рыболовства районов Мирового океана.